# 啓業運動場
啓業運動場（英語：Kai Yip Recreation Centre）是位於香港九龍觀塘區九龍灣啟業邨内的啟業商場的停車場天台的有蓋休憩活動場所，於1981年落成，為啟業邨的標誌性建築。啓業運動場每月使用人次數以千計，於被房地產私募基金管理公司基滙資本（民坊）購入後獲翻新，翻新項目主要由香港籃球文化組織SLAB負責，翻新後於2019年1月26日重開，並於同年6月11日獲得城市土地學會亞太區卓越獎，為香港首個奪得國際建築設計大獎的本土屋邨球場。

## 歷史

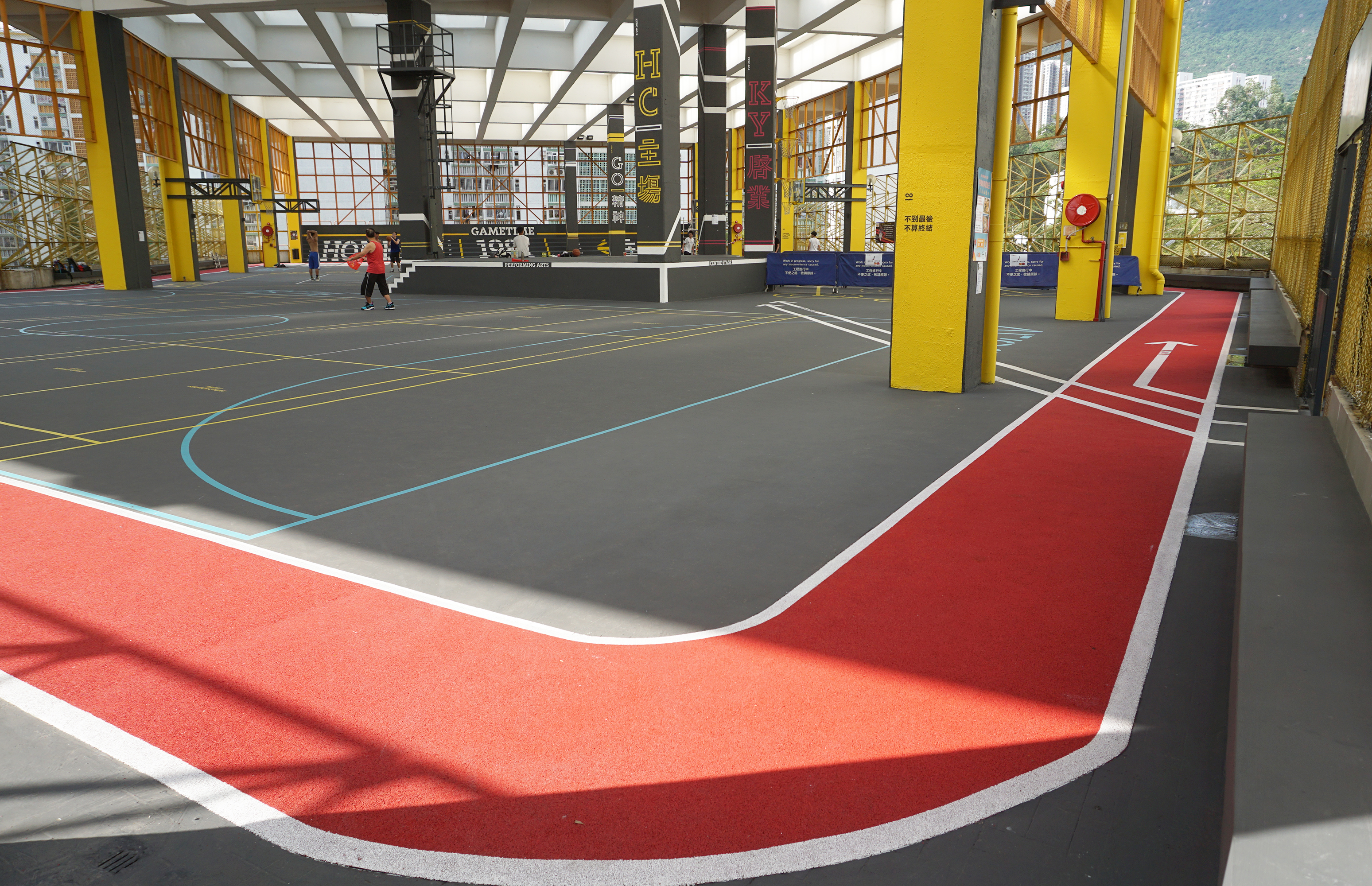
啓業運動場室內部分的籃球場與羽毛球場

啓業運動場位於啟業商場停車場天台，與啟業邨一同於1981年落成。啓業運動場廣受籃球愛好者及攝影者歡迎，獲封為「黃金空中籠」，形成獨特的屋邨景色，亦成為啟業邨的標誌性建築。惟啓業運動場的設施日漸殘舊，有天花板漏水和鋼筋須保養等問題，需要一定程度的修葺。啟業商場原為領展（前稱「領匯」）物業，其開放時間曾為上午9時至下午6時，並被時任觀塘區議會房屋事務委員會主席柯創盛與時任領匯監察主席陳寶瑩等人批評開放時長不合理、忽視居民需要、只為削減管理成本，經爭取後獲延長為上午9時至下午9時，惟晚上時段只給予居民租借場地。
後來，啟業商場被房地產私募基金管理公司基滙資本（民坊）購入，而其首個翻新計劃就是重新設計啓業運動場。為此，民坊邀請了香港街頭籃球文化組織SLAB與社區設計工作室One Bite Social合作設計。啓業運動場於2018年11月19日關閉，以進行翻新工程，工程造價數百萬。關閉前，啓業運動場每月使用人次達4,000人，暑假期間則達8,000人。啓業運動場於翌年1月26日重開，男子甲一組籃球員蘇伊俊及女子甲組球員卓婷於重開當日出席開幕禮，同日亦舉行籃球明星表演賽，由甲一組香港遊樂場協會對壘甲二組建龍飛馬。
重開後，啓業運動場每月使用人次達6,000人，增加逾半，開放時間亦獲延長為上午7時至下午10時，惟下午6時至下午10時的時段需前往商場管理處預約。翻新後的啓業運動場亦於2019年6月11日獲得城市土地學會亞太區卓越獎，為香港首個奪得國際建築設計大獎的本土屋邨球場。民坊亦與香港遊樂場協會、新興運動協會合作，贊助區內青年人及小童參與以啓業運動場為主場的籃球訓練計劃，並由前及現役甲一組球員任教，並逢星期六舉辦新興運動同樂日。

## 設計

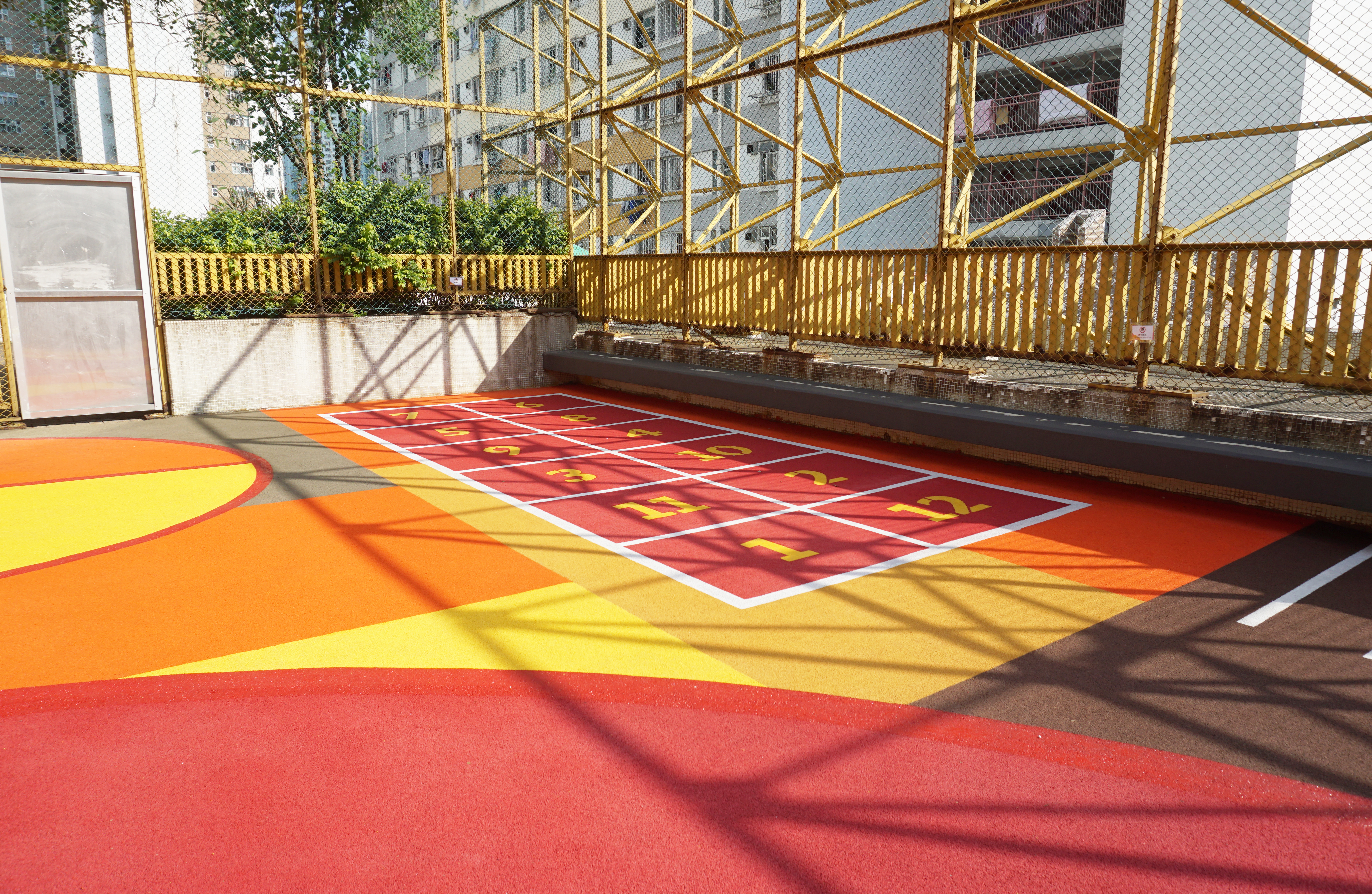
啓業運動場室外部分的跳飛機區

翻新前的啓業運動場由房屋署建築師設計，佔地20,000平方英尺（1,900平方），採用高樓層高度（樓底）設計，主要部分被巨大的黃色雙層通風鐵籠包圍，屬香港較罕見的室外有蓋街頭籃球場，使當區居民於天雨時進行球類活動的需求得以滿足，而陽光可從其上蓋的半透明天窗及鐵網照亮球場。運動場整體為1980年代的後現代建築風格，其外牆設計特別強調混凝土和鋼枝組成的幾何外形組合，橙黃色的鋼筋亦使其帶有工業風，而翻新前樓梯牆上亦漆有工業風的數目大字。啓業運動場採用與彩虹邨、長康邨規劃相近的設計，設置在屋邨停車場頂層，因此需要從地面走5層樓梯方可到達，而其兩個入口均與四道樓梯連接。
翻新後，場地以黑色為主色，場區圖案隱藏「啟業」的英文縮寫，牆身雙線、弧角模板噴畫字體、地綫則參考霓虹燈，創作彩藍、桃紅、鮮黃色螢光效果。場內中央柱身上印有「香港」、「啟業」、「主場」、「香港精神」、等字眼與、「球沒命中，經歷失敗才能成功」等勵志字句。緩跑徑上則印有跑步與平均卡路里消耗的關係，其四周的柱身亦分別寫了鼓勵字句，例如李麗珊金句「香港運動員唔係垃圾」。由室外羽毛球場改建而成的健身場兼兒童空間上鋪設了鮮豔的紅、橙、黃色橡膠墊，除跳飛機格子外，還劃上間尺似的黑白間，以便利快步（Quick Step）練習。

## 設施
啓業運動場室內部分原設兩個籃球場、一個羽毛球場與混凝土看台，室外部分則原設一個羽毛球場，其中籃球架設置在承托上蓋的柱身上，以善用場內空間。翻新後，場地地面改為塗上深灰油漆配以螢光黃色邊界，場內籃板也由原有的白色鐵板換成透明的強化玻璃板，至於室外羽毛球場則因使用率偏低而改為健身場兼兒童空間。室內部分除籃球場重新劃綫以同時供打排球或羽毛球用外，亦增設以膠粒鋪設的200米長紅色緩跑徑、三人足球場與運動場入口附近自由投籃區，其中自由投籃區域的混凝土柱上鑲有三個不同高度的籃球架，最高的一個離地約4（13英尺），地面則畫有八個圓圈，供人站在不同位置挑戰射球。翻新後，場内的膠樽回收桶亦換成籃球框的形狀，此設計吸引到時任環境局局長黃錦星前來打卡，並獲其於社交平台Facebook稱讚「設計創新」，而回收得來的膠樽會交由環保組織綠領行動處理。

## 後續
啓業運動場的成功為民坊注入強心針，並促使其開展第二個街場活化項目：條件與啓業運動場相近的愛定商場上蓋籃球場。愛定商場上蓋籃球場由香港本地藝術家XEME操刀，翻新後的球場充滿與红白机時代相仿的低像素畫風，用上不同顏色的拼合配搭，從高空看起來甚具立體感。球場旁疊起的貨櫃同獲重新髹漆，其圖案及風格亦與球場呼應。此後，民坊又陸陸續續活化多個不同的商場，並將“主場系列”旗下的五個屋苑運動場翻新項目一概統一名稱後綴為“主場”，如稱啓業運動場為“啓業主場”。
2022年香港ViuTV電視劇《季前賽》中壓軸登場的籃球場即為啓業運動場，而民坊亦在當年11月11日於該劇集取景的三個特色場地，即啓業運動場、愛定主場（愛定商場上蓋籃球場）與兆禧主場（兆禧苑停車場上蓋運動場），舉辦該劇集的大結局放映會。為響應香港政府推行的“香港夜繽紛”項目，啓業運動場於2023年10月20日晚間舉辦以螢光為主題的「螢光城市探索」夜間嘉年華，並提供瑜伽班、打卡點、攤位遊戲等多項活動，時任房屋局局長何永賢為活動啓動禮致辭並參與其中。